# Mimmi Lundström-Börjeson
Emilie Aline (Mimmi) Lundström-Börjeson, född Lundström 17 november 1857 i Stockholm, död 28 oktober 1953 i Stockholm, var en svensk textilkonstnär. Hon var syster till konstnären Nils Emil Lundström.
Lundström-Börjeson startade tillsammans med textilkonstnären Agnes Branting 1904 textilateljén Licium för konstnärliga textilier och utförde kartonger till i hög grad smakfulla arbeten, särskilt paramentik.  Hon har bland annat utfört den tapet som pryder kungliga logen i Tyska kyrkan i Stockholm. Bland hennes större arbeten var en textilridå för Kungliga Dramatiska Teatern. Hon var under ett flertal år medlem i styrelsen för Handarbetets vänner.